# Suiseki

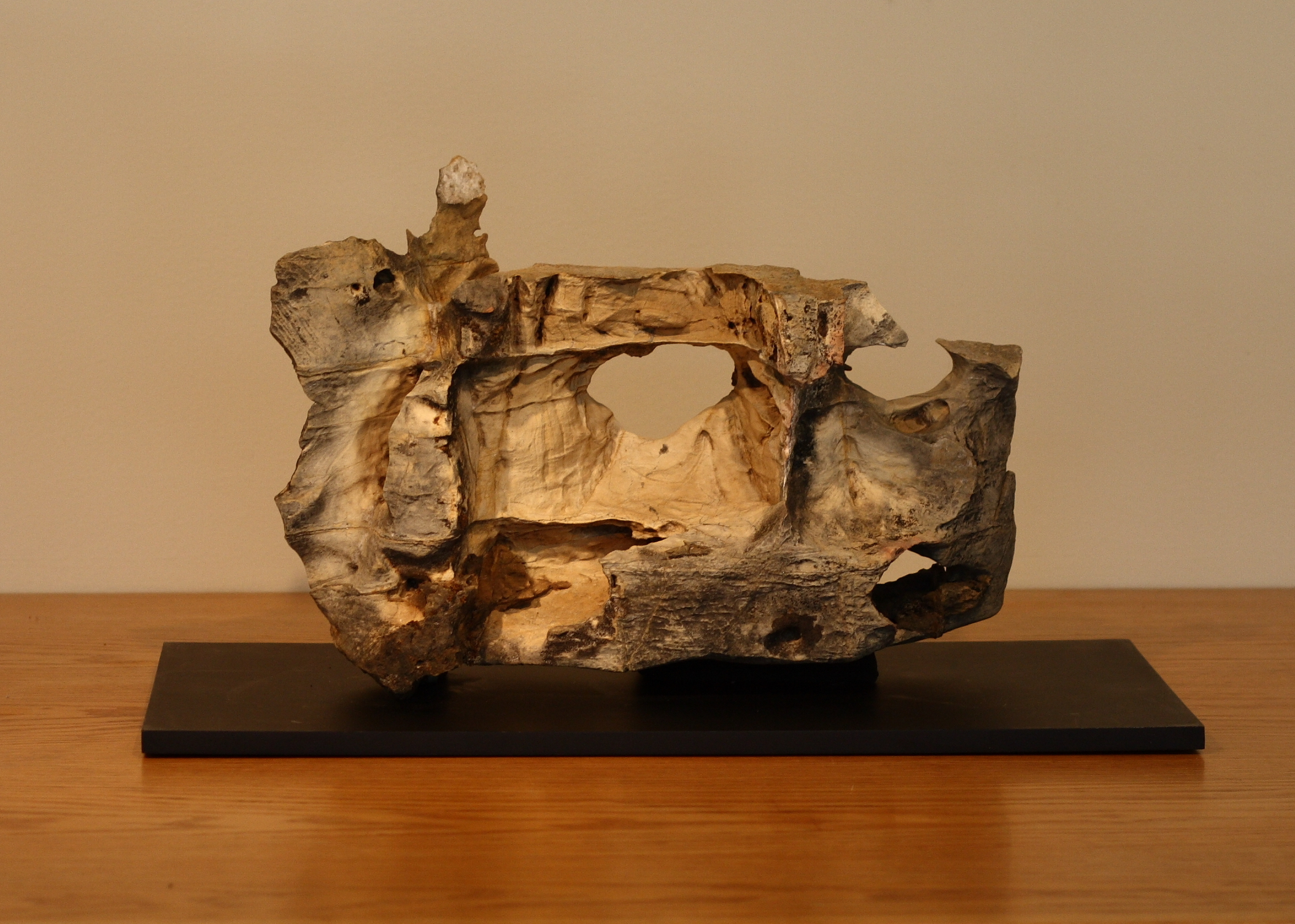
'De Ruïnes', tentoongesteld in het National Bonsai & Penjing Museum in Washington D.C.

Een suiseki (Japans: 水石) is een kleine, door natuurlijke elementen gevormde steen, die in de Japanse traditie wordt gewaardeerd om zijn schoonheid. De term is een afkorting voor sansui keiseki, wat vertaald kan worden met 'landschap-kijk-steen'. De traditie van suiseki is verwant aan de Chinese gongshi.

## Geschiedenis
Suiseki heeft zijn wortels in de soortgelijke Chinese traditie van de gongshi. Tussen het jaar 592 en 628 schonk het keizerlijk hof van China enkele penjing-bomen en gongshi-stenen aan de Japanse keizerin Suiko. De stenen geleken op de typische steile bergen van China en oogstten veel waardering in Japan. 
Gedurende de Muromachiperiode (1336–1573) verspreidde het zen-boeddhisme in Japan. Onder invloed van deze sobere stroming kregen stenen met sobere lijnen de voorkeur boven de grillig gevormde gongshi-stenen. Hiermee onderscheidt suiseki zich nog steeds van de Chinese stenen.

## Beschrijving
Suiseki-stenen zijn natuurlijk gevormde stenen en worden verzameld in rivieren, zeeën en karstgebieden. In tegenstelling tot bij gongshi is een suiseki altijd van klein formaat. Om als suiseki te worden gecategoriseerd moet een steen aan een aantal factoren voldoen. Het moet een expressieve uitstraling hebben, dankzij bijvoorbeeld een speciale vorm, kleur of textuur. 
Bij suiseki wordt onderscheid gemaakt in landschaps- en objectstenen. Bij de eerste categorie gelijkt de steen op een landschapstype, zoals een gebergte, een eiland, een meer of een rivier. Een objectsteen gelijkt op afzonderlijk object. Populaire vormen zijn onder andere een rieten hut of een dier.

### Presentatie
Een suiseki wordt vrijwel niet bewerkt en gepresenteerd zoals hij is gevonden. Alleen de onderzijde van de steen wordt geheel vlak gemaakt, zodat het kan worden geplaatst op een speciaal voetstuk. Een houten voetstuk wordt een daiza genoemd. Soms volgt het blad de contouren van de steen, zoals bij gongshi gebruikelijk is. Ook kan een suiseki op een schaal of blad van waterdicht materiaal geplaatst. Wanneer deze van aardewerk is, wordt het een suiban genoemd, wanneer het van brons is doban. Een binnenopstelling wordt vaak in een tokonoma geplaatst.